# Boogie Balagan
Boogie Balagan est un groupe musical français. Il est formé par deux musiciens israéliens : Azri (guitares, chant) et Gabri (chant, guitare).

## Histoire
Boogie Balagan est formé en 2004. Il est composé deLaurent Stupaj (Azri) et Arieh Sztantman (Gabri), tous les deux nés en Israël en 1967 et 1969 respectivement, vivant en France. Ils tirent son nom d'une comédie israélienne culte des années 1970. Leur premier album Lamentation Walloo (jeu de mots sur le mur des Lamentations), sort en 2007 aux labels No Man's Time Recordings, Monslip et Warner. Le projet est depuis lauréat du Fonds d'action et d'initiative rock en 2008, programmé aux Rencontres trans musicales de Rennes notamment.
En 2011, ils cosignent la bande son du film Le Cochon de Gaza de Sylvain Estibal (prix du public festival de Tokyo 2011). Le 24 février 2012, le film obtient le César du meilleur premier film. Boogie Balagan se produit au festival des musiques du monde, le Babel Med aux Docks des Sud. 
Le groupe clôture la 10e édition du festival Jazz 'n' Klezmer, le 27 novembre 2011, à Paris. Ils participent de nouveau au Jazz 'n' Klemer en 2022.

## Style musical
Leur style musical est qualifiée de « schmock'n'roll ». Ils chantent notamment et en même temps en anglais, français, arabe, turc et hébreu.
« Ils imaginent une sorte de nouvelle terre promise, le petit village de Palestisraël City où la quiétude et l'humanisme seraient les deux uniques articles de la Constitution, où leur premier album Lamentation Walloo ferit office d'hymne national[source insuffisante]. » « les histoires de mur finissent mal.. en général ! [...] une réflexion politique menée en sept langues sur le ton de l'humour et du rock 'n' roll. »

## Discographie
- 2007 : Lamentation Walloo
- 2014 : Idiot Bravo